# Роббінстон (Мен)
Роббінстон (англ. Robbinston) — місто (англ. town) в США, в окрузі Вашингтон штату Мен. Населення — 539 осіб (2020).

## Демографія
Згідно з переписом 2010 року, у місті мешкали 574 особи в 238 домогосподарствах у складі 165 родин. Було 354 помешкання
Расовий склад населення:
| - 96,0 % — білих - 2,3 % — корінних американців - 0,2 % — чорних або афроамериканців - 0,2 % — азіатів |

До двох чи більше рас належало 1,4 %. Частка іспаномовних становила 0,3 % від усіх жителів.
За віковим діапазоном населення розподілялося таким чином: 22,5 % — особи молодші 18 років, 57,6 % — особи у віці 18—64 років, 19,9 % — особи у віці 65 років та старші. Медіана віку мешканця становила 48,6 року. На 100 осіб жіночої статі у місті припадало 113,4 чоловіків;  на 100 жінок у віці від 18 років та старших — 99,6 чоловіків також старших 18 років.
Середній дохід на одне домашнє господарство  становив 89 046 доларів США (медіана — 63 929), а середній дохід на одну сім'ю — 108 499 доларів (медіана — 75 893). Медіана доходів становила 59 271 долар для чоловіків та 35 000 доларів для жінок. За межею бідності перебувало 4,3 % осіб, у тому числі 12,5 % дітей у віці до 18 років та 6,4 % осіб у віці 65 років та старших.
Цивільне працевлаштоване населення становило 266 осіб. Основні галузі зайнятості: освіта, охорона здоров'я та соціальна допомога — 20,3 %, виробництво — 19,2 %, мистецтво, розваги та відпочинок — 13,2 %, транспорт — 12,0 %.